# Глоба
Глоба је реч наслеђена из прасловенског језика, *globa и означава новчано обештећење или накнаду која се исплаћује као казна обично невладиних организација или подузећа због неког почињеног управног дела, криминалног дела (као додатак главној казни превиђеној законом) или на неки други начин крши било који закон.
Глоба у различитим земљама је у складу са локалним законима, а разликује се у висини и по природи повреде закона. Глоба за саобраћајне прекршаје је уобичајена у готово свим земљама. У неким случајевима, вредност глобе је минимална, али у другима, поготово кад је реч о великим међународним корпорацијама, износ глобе може достићи хиљаде, чак и милионе марака.
Често се под термином „глоба” подразумевало плаћање пореза у виду материјалних добара (хране, одеће итд.) које је становништво плаћало српској феудалној држави. 